# Иустин из Кьети

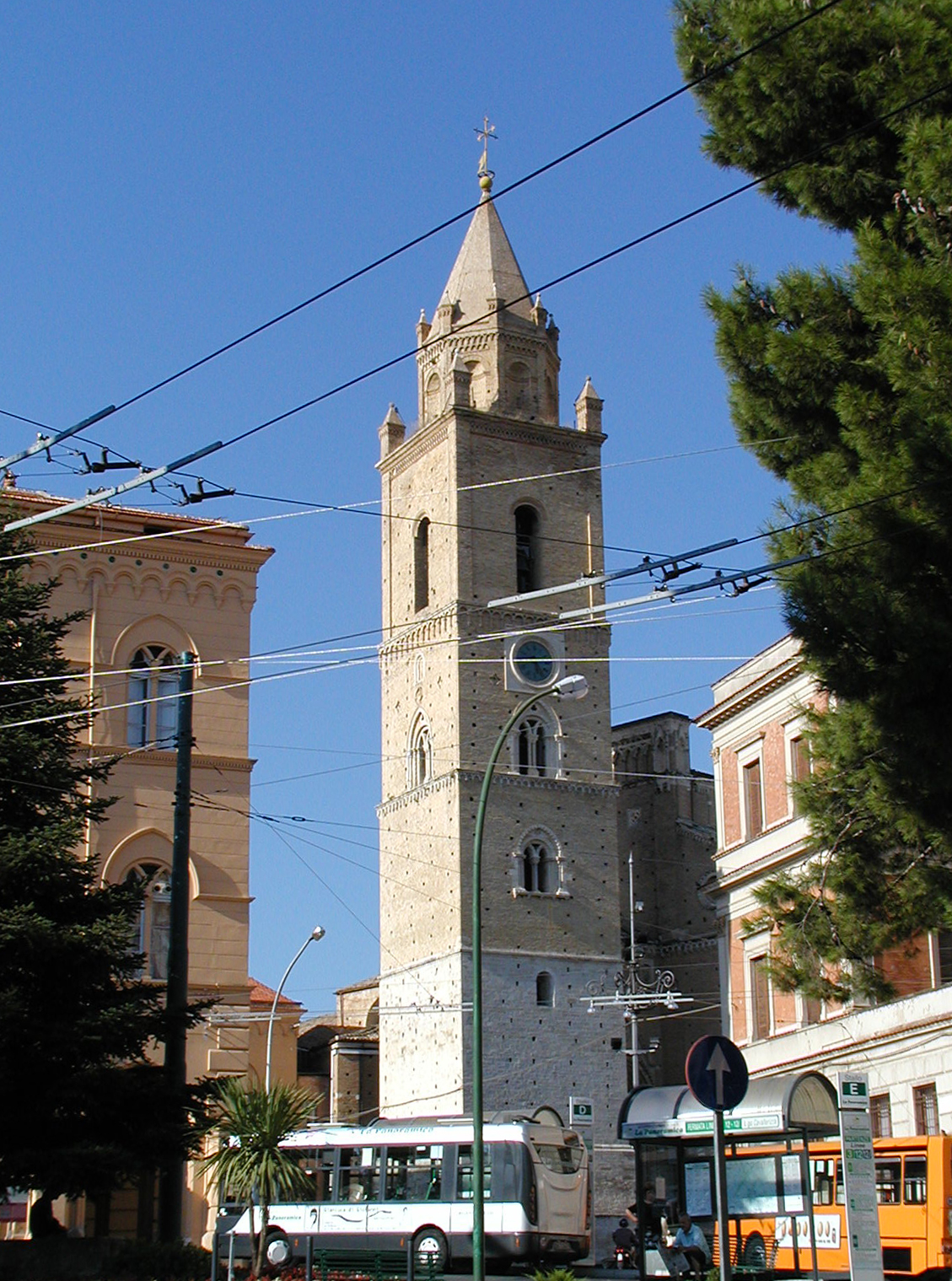
Собор святого Иустина в Кьети (местонахождение мощей святого)

Иустин из Кьети (Юстин; итал. Giustino di Chieti; III или IV или VI век, Кьети) — епископ Кьети. Святой Католической церкви, дни памяти — 1 января, 11 мая (в Кьети).
Святой Иустин почитается как один из епископов Кьети, Италия. Называют разные даты его жизни.
Иногда считают, что исторических свидетельств жития святого Иустина не было известно до XV века. Элементы его жития сходны с элементами жития святого Иустина, епископа из Сипонто , который вместе со своими братьями Флорентием (Florentius) и Феликсом был умучен в Фурчи, Абруццо, равно как и племянница Иустина — Иуста.
В то же время, кафедральный собор Кьети, освящённый в честь святого Иустина, был построен в IX веке. В этом соборе пребывают мощи святого Иустина, в частности, его рука. Он упоминается в Римском мартирологе 1 января. Его память совершается в Кьети 14 января и 11 мая.